# CC 7001-7002
La CC 7001 et la CC 7002 sont deux locomotives électriques prototypes construites par la compagnie Alsthom en 1949 et à l'origine de la grande série des CC 7100. 
Ces deux prototypes, conçus dans le cadre du projet d'électrification de la ligne de Paris à Lyon au début des années 1940, représentent la voie de l'expérimentation de nouvelles techniques face à la tradition, figurée par la série des 2D2 9100 qui sont construites à la même époque. Ils font preuve d'une aussi grande fiabilité et assurent les mêmes services que les locomotives de série avec lesquelles ils ne présentent que peu de différences. Ils sont progressivement retirées des rames de voyageurs au profit des seuls trains de marchandises mais ne sont radiés qu'en 1994 pour la CC 7001 et 2000 pour la CC 7002.

## Genèse des prototypes
Dès sa création en 1938, la société nationale des chemins de fer français (SNCF) envisage l'électrification de la ligne de Paris à Lyon, mais le début de la Seconde Guerre mondiale gèle ce projet. Il est repris en 1942 et la SNCF, en raison des évolutions des techniques de construction des locomotives, lance une sorte de concours pour la construction de prototypes de machines de vitesse.
Parmi les firmes qui répondent à cet appel, Alsthom, après des réflexions en interne, privilégie le principe d'une locomotive puissante, mais légère, de l'ordre d'un centaine de tonnes, dotée de deux bogies de trois essieux chacun (type CC), tous moteurs. Cette configuration présente de nombreux avantages : la légèreté rend la locomotive peu agressive pour les voies et d'un moindre coût à l'achat, à une époque où ces engins s'achètent encore au poids ; le type CC favorise l'inscription de la locomotive dans les courbes des voies, autorisant des vitesses de circulation plus élevées ; l'adhérence totale réduit les risques de patinage lors des démarrages et autorise l'accroissement des charges remorquées. Ces caractéristiques permettent de compenser en tous points les défauts reprochés aux 2D2 d'avant-guerre.
En réponse, la SNCF fait un double choix : celui de la sécurité et du conservatisme, défendu par Hippolyte Parodi, en commandant à Fives-Lille et à la CEM 35 2D2 9100, évolution ultime des 2D2 5500 d'avant-guerre ; celui de la modernité en commandant à Alsthom, le 20 décembre 1946, deux prototypes sur la base du projet des CC qui doivent être immatriculés CC 7001 et CC 7002. Ces deux prototypes constituent les « premières locomotives de construction française de vitesse à adhérence totale ». La possibilité de circuler en unités multiples, un temps envisagée, n'est en définitive pas retenue.

## Description

### Caractéristiques techniques
Pour simplifier la gestion des pièces détachées, la construction des CC 71001 et 7002 fait appel autant que possible à des équipements, notamment électriques, déjà installés sur les BB 8100. La caisse des locomotives, tubulaire et dont le revêtement participe à la rigidité, est longue de 18,830 m hors tampons. Un local central, contenant l'appareillage, est limité à chaque extrémité par les deux cabines de conduite ; il est éclairé, sur chaque face, par quatre hublots circulaires, comme sur les BB 8100 et les 2D2 9100. Le lanterneau, amovible en trois parties, permet la mise en place et le retrait des équipements dans la caisse. Dans les cabines, le conducteur ne dispose pas d'un siège mais d'une selle de moto, remplacée ultérieurement par un strapontin fixé à la paroi de la cabine.
Les essieux des deux bogies ne sont pas équidistants, l'essieu médian étant légèrement décentré vers l'extrémité de la locomotive. Chaque essieu est entraîné par un moteur TA 621 A refroidi par ventilation forcée, au travers d'une transmission bilatérale. Ce nouveau moteur délivre une puissance unitaire bien supérieure à ce qui est proposé jusque là, sans pour autant être plus encombrants. Les bogies sont liés à la caisse par un système original de double pivot qui favorise l'inscription de la locomotive dans les courbes et améliore sa tenue de voie.

### Style et livrée
Si la forme générale de la caisse est définie par le constructeur, sa décoration est due à Paul Arzens qui intervient alors auprès d'Alsthom, mais qui n'est pas encore le styliste de la SNCF comme il le sera par la suite. Dès 1944 très probablement, Arzens travaille de manière officieuse sur le projet de décoration de la locomotive. Ce n'est qu'en 1948 qu'il est officiellement chargé par Alsthom de concevoir la livrée de la CC 7001 en cours de finition à Belfort. La caisse est peinte en vert foncé dans sa partie basse, vert plus clair dans sa partie haute, avec à mi-hauteur une ceinture alliant le métal et la peinture bleue. À quelques nuances près cette livrée est reproduite sur toute la série des CC 7100 et ne change pas au fil des années.
Dès le début des années 1950, les bogies des prototypes sont remplacés par des modèles identiques à ceux des CC 70100. À la faveur des révisions, les deux prototypes font l'objet de modifications qui aboutissent entre autres à l'alignement de leur aspect sur celui des locomotives de série. Les vitres des portes de cabine sont supprimées, les faces frontales sont renforcées et remaniées avec modification des vitrages, suppression des fanaux d'angle mais ajout de feux rouges et mise en place d'une gouttière au-dessus des baies. Les jupes de bas de caisse sont supprimées pour faciliter l'entretien des bogies.

## Service

### Essais

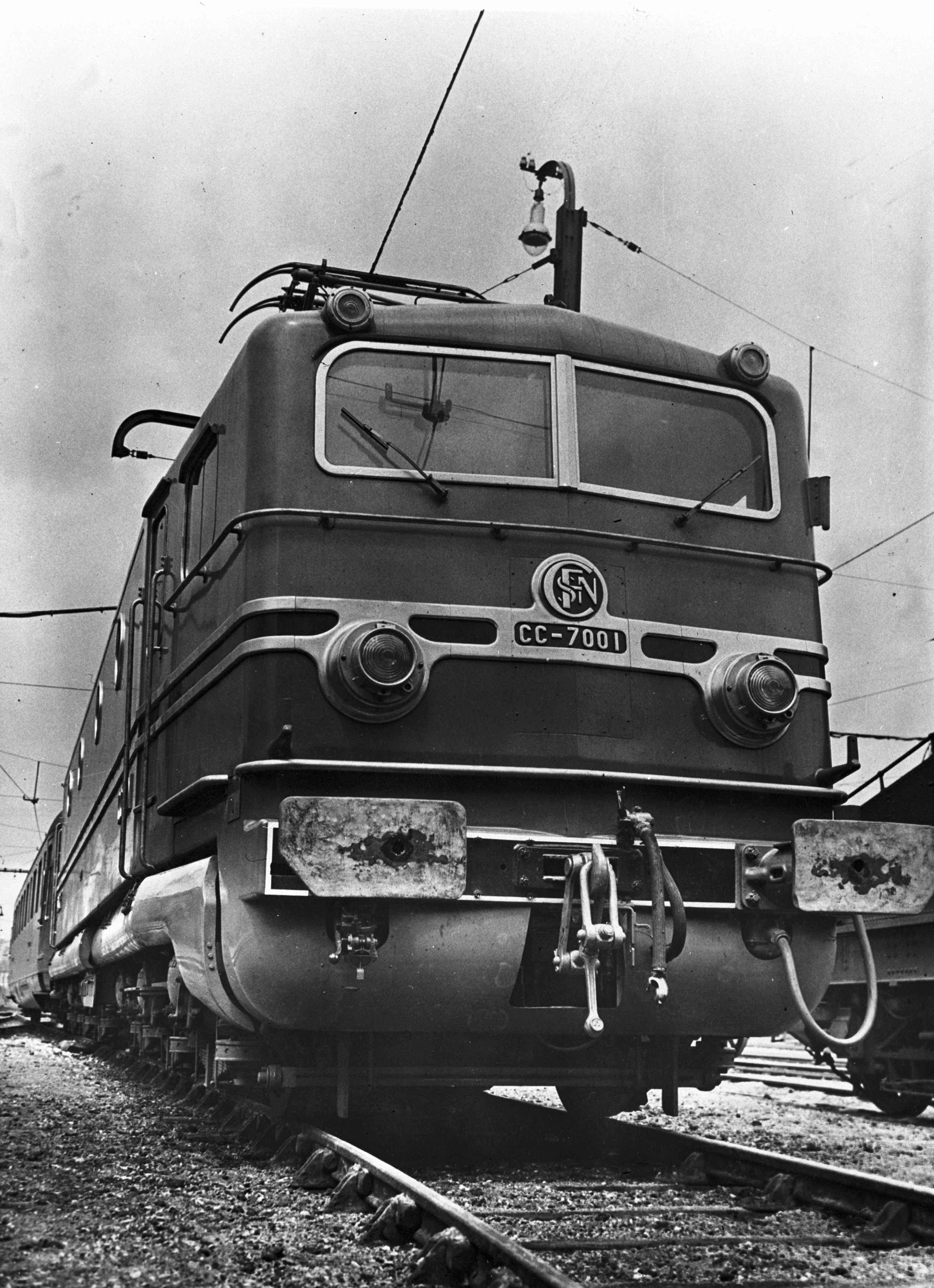
La CC 7001 stationne au dépôt SNCF de Paris-Ivry lors d'essais.

Avant même qu'elle ne soit achevée, la CC 7001, munie de ses seuls équipements mécaniques et d'un lest équivalent à ses équipements électriques, effectue des marches d'essais entre Paris-Austerlitz et Tours, remorquée par une 2D2 5500 afin de vérifier son comportement dynamique. Ces essais se déroulent au printemps 1948 sur près de 10 000 km, à des vitesses atteignant 160 km/h. Totalement équipée, elle est livrée à la SNCF le 22 avril 1949 et entame une série d'essais en ligne entre Paris et Bordeaux et Paris et Toulouse, avec des pointes de vitesse à 180 km/h. Le 3 mai de la même année elle intègre le service commercial entre Paris et Bordeaux puis au milieu du mois de décembre entre Paris et Toulouse.
La CC 7002 est livrée le 22 novembre 1949. Après une courte période d'essais, elle commence dès le 21 du mois ses circulations en tête de rames de voyageurs sur Paris — Bordeaux. Au début de 1950, elle est rejointe sur la même ligne par la CC 7001 puis en 1951 les deux prototypes sont envoyés sur Paris — Toulouse. En juin 1959 pour la CC 7001 et en juin 1960 pour la CC 7002, les deux prototypes font l'objet de modifications techniques qui les alignent sur la série des CC 7100 et partagent ensuite avec elles les mêmes services.

### Carrière commune avec la série
L'arrivée des BB 9200 et des CC 6500 retirent à ces locomotives leurs trains les plus prestigieux sur les radiales Paris — Bordeaux — Hendaye et Paris — Toulouse. En contrepartie, elles se font lors plus présentes en tête de trains de messagerie. Pour leur permettre de mieux s'inscrire dans les circulations de trains remorqués par des locomotives plus récentes, leur vitesse maximale est relevée à 160 km/h en 1973 mais cette disposition n'est pas satisfaisante et les CC 7001-7002 sont limitées à 140 km/h en 1975.
Dans les années 1970, les livraisons des BB 7200 et des BB 22200 dédiées aux trains rapides provoquent la mutation des prototypes et des engins de série au dépôt d'Avignon où les locomotives sont affectées à la traction des trains de marchandises et de quelques omnibus dans la vallée du Rhône et sur la côte méditerranéenne. Les deux prototypes subissent une ultime révision en 1987 (7001) et 1993 (7002), ce qui leur permet de poursuivre leurs rotations en tête de trains de marchandises, même si le confort de leurs cabines de conduite ne soutient pas la comparaison avec celui de séries plus récentes. La CC 7001 est réformée, en même temps que trois engins de série, en 1994 alors que la CC 7002 est radiée en décembre 2000 au terme d'une carrière de plus de cinquante ans et seulement un an avant les six dernières CC 7100.

### Dépôts
Affectés au dépôt de Paris-Sud-Ouest à leur livraison respectivement le 29 avril et le 22 novembre 1949, les deux prototypes sont mutés au dépôt d'Avignon respectivement les 24 et 26 mai 1976 ; c'est là qu'ils sont radiés en septembre 1994 pour la CC 7001 suite d'un déraillement le 1er octobre 1993 qui a parcouru 9 569 904 km et le 31 décembre 2000 pour la CC 7002 avec un kilométrage total de 9 693 377 km. Seule la CC 7105 a fait mieux.

## Machine conservée
La CC 7002 est préservée par l'Association pour la Préservation du Matériel Ferroviaire Savoyard (APMFS) de Chambéry.

## Modélisme
La CC 7001 a été reproduite à l'échelle HO par la firme allemande Piko dans les années 60. Elle a été fabriquée avec des bogies type BB et type CC, dans les deux cas d'une façon peu réaliste.